# フィンチリー・ロード駅
フィンチリー･ロード駅（フィンチリー･ロードえき、英語: Finchley Road station）は、ロンドンのカムデン区にある、ロンドン地下鉄の駅である。当駅はトラベルカード・ゾーン2に含まれる。
駅名にかかわらず当駅はフィンチリーから数マイル南にある。当駅はフログナル及びサウス・ハムステッド地区を駅勢圏とする。

## 歴史
1879年6月30日にメトロポリタン鉄道のローズ駅(1940年廃止)からの延伸線の駅として開業した。駅舎は1914年に店舗が入った複合建築として改築されている。
1930年代中期、メトロポリタン線各支線からの列車が集中するフィンチリー・ロード - ベーカー・ストリート間の線路容量は限界に達していた。この集中を緩和するため、ベーカー・ストリートのベーカールー線トンネルからフィンチリー・ロードまでのシールド工法の新線が建設された。メトロポリタン線スタンモア支線の機能は1939年11月20日にベーカールー線スタンモア支線に引き継がれ、ベーカー・ストリートに流れ込む乗客が分散、メトロポリタン線を通過する列車数が削減された。ベーカールー線スタンモア支線は1979年5月1日にジュビリー線に編入された。
フィンチリー･ロード駅は1927年までは近隣のミッドランド鉄道の駅名でもあった。廃駅跡はミッドランド本線を走るテムズリンクの列車から見ることが出来る。

### 年表
- 1879年6月30日 - メトロポリタン鉄道の駅として開業
- 1939年 - ベーカールー線開業
- 1979年 - ベーカールー線支線をジュビリー線に編入

## 駅周辺施設
- O2センター(大型ショッピングセンター)
- ウエイトローズ(スーパー)、1981年開業。この場所には以前ジョン・ルイス系のデパートがあった。
- ナチュラル・ナチュラル(日本食材店)

## 隣の駅
ロンドン交通局
ロンドン地下鉄
■ジュビリー線
ウェスト・ハムステッド駅 - フィンチリー･ロード駅 - スイス・コテージ駅
■メトロポリタン線
本線
ウェンブリー・パーク駅 - フィンチリー･ロード駅 - ベーカー・ストリート駅

## ギャラリー

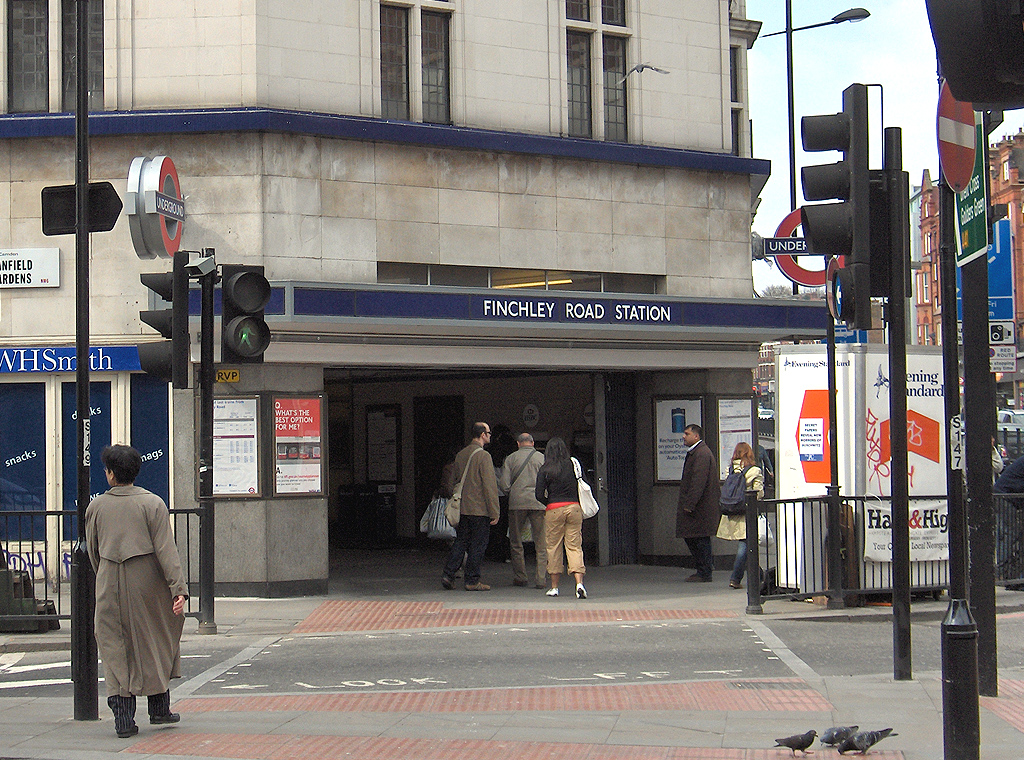
駅入口
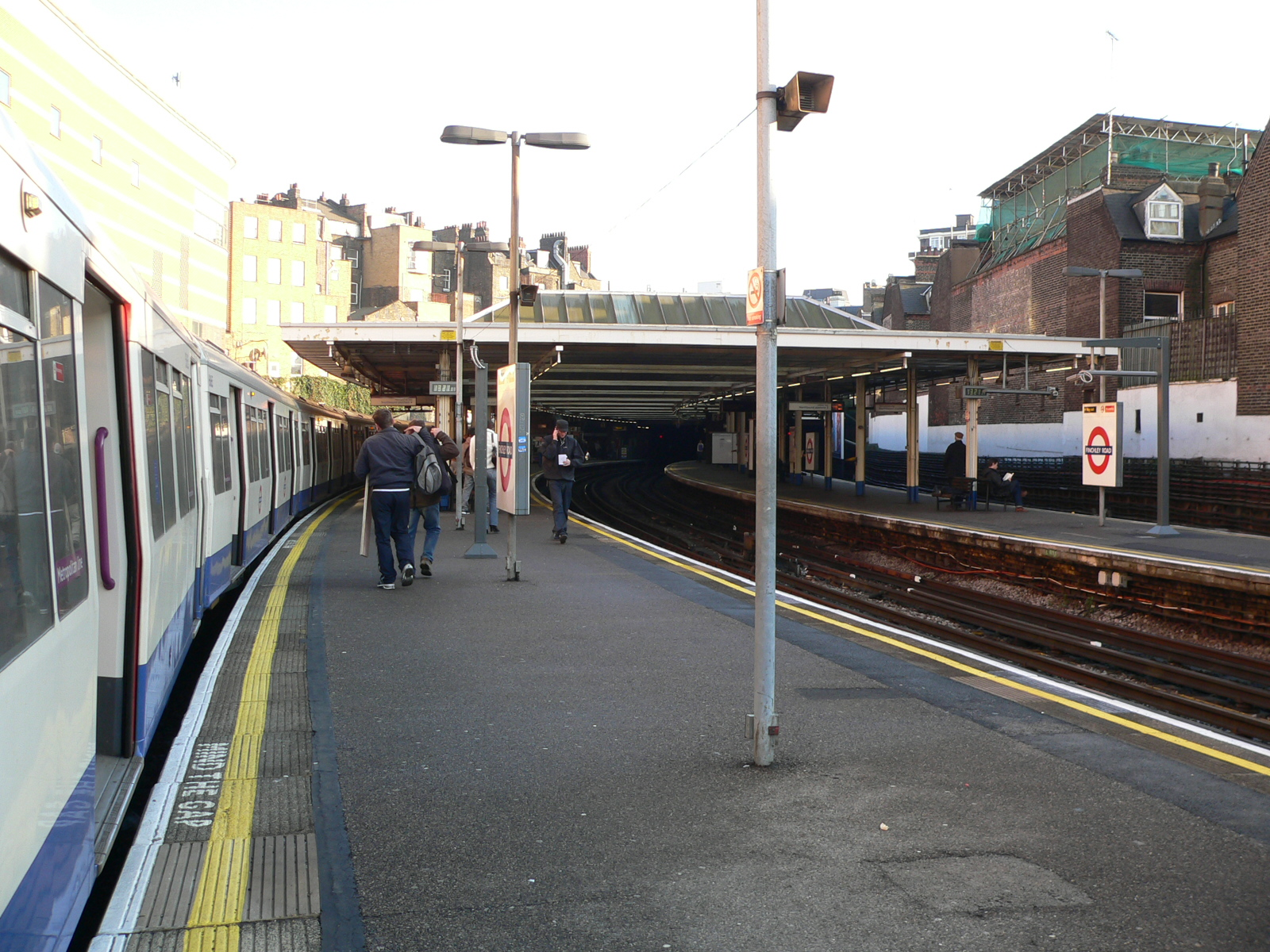
ホーム
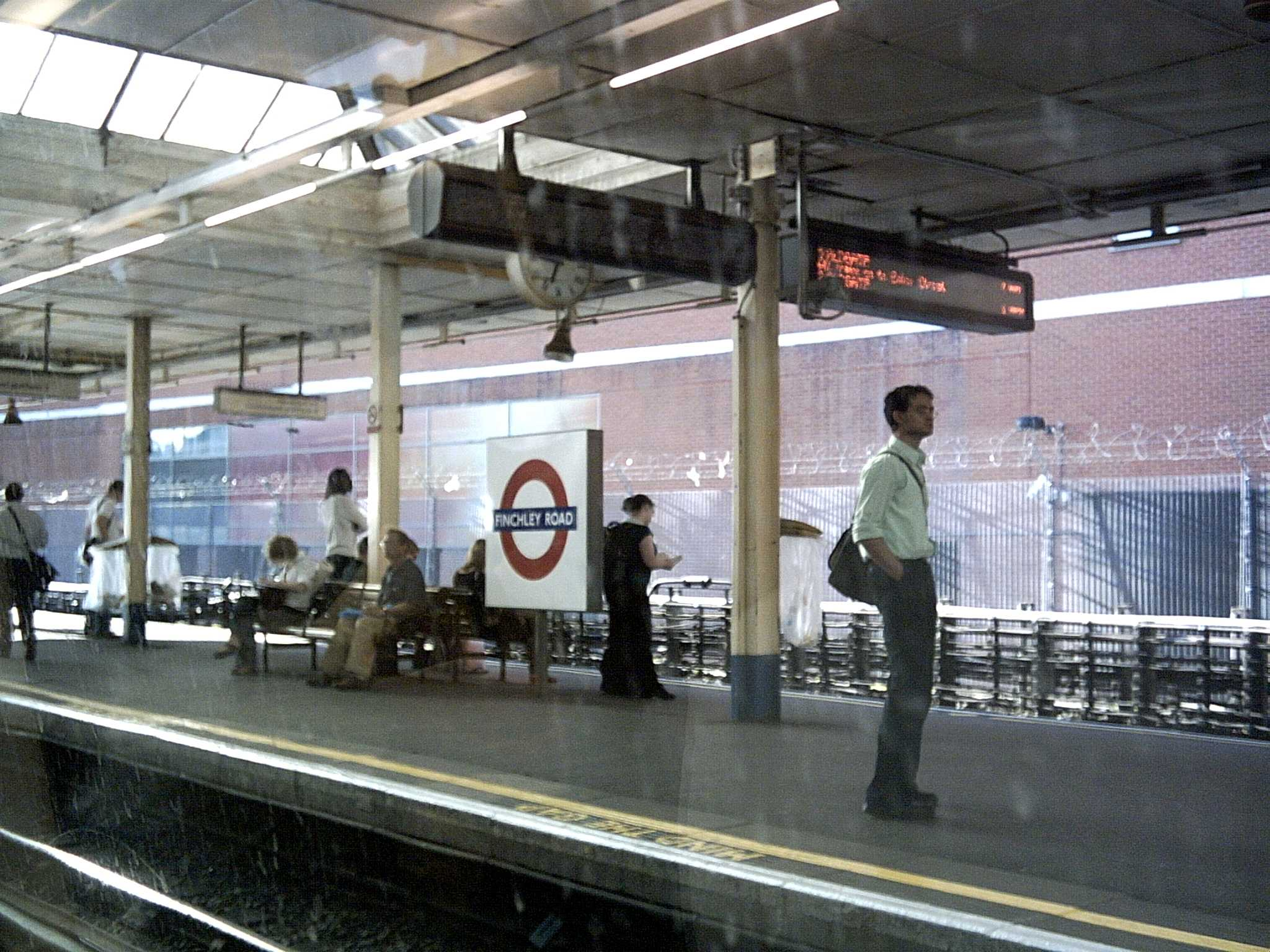
ジュビリー線スタンモア方面ホーム

## トリビア
トンネル工事時の地質分析で、この場所が氷期ブリテン島北半分を覆っていた氷河の端であることが判明した。BBCのテレビ番組でも取り上げられている。